# NASCAR
La National Association for Stock Car Auto Racing, LLC (NASCAR) è una joint venture statunitense di proprietà e gestione familiare che organizza e gestisce vari campionati automobilistici, principalmente negli Stati Uniti e in Canada.
Fondata da Bill France Sr. nel 1947-48, dal 2003 con amministratore delegato (CEO) dell'azienda Brian France, nipote di Bill France Sr. e presidente Mike Helton, è il più grande ente organizzazione di gare di stock car (automobile di serie) degli Stati Uniti con più di 1500 gare su più di 100 piste in 39 Stati degli USA e del Canada. I tre campionati principali organizzati dalla NASCAR sono la Cup Series, la Xfinity Series e la Craftsman Truck Series.
Gestisce inoltre vari campionati regionali e locali riuniti sotto il nome di "NASCAR Home Tracks". Tra i campionati minori sono da ricordare il Whelen Modified Tour, la Whelen All-American Series e la NASCAR iRacing.com Series. A partire dal 2012 ha inserito ufficialmente tra le proprie serie minori la Euro Racecar Series che prende così il nome di "Euro Racecar NASCAR Touring Series", la prima Serie organizzata in Europa dalla NASCAR. Ha infine presentato gare promozionali sui circuiti Suzuka e Motegi in Giappone (1996/98), in Messico e sul circuito di Calder Park in Australia (1988).
Il quartier generale è a Daytona Beach, sebbene ci siano uffici anche in quattro città della Carolina del Nord: Charlotte, Mooresville, Concord e Conover. Uffici regionali si trovano a New York, Los Angeles, Arkansas e internazionali a Città del Messico e Toronto.
La NASCAR è il secondo avvenimento sportivo più seguito, subito dopo il Super Bowl di football americano, attraverso i programmi televisivi in America. Le gare sono trasmesse in 150 nazioni e coprono 17 dei primi 20 posti nella classifica degli eventi sportivi più visti negli USA.

## La storia della NASCAR

### Origini

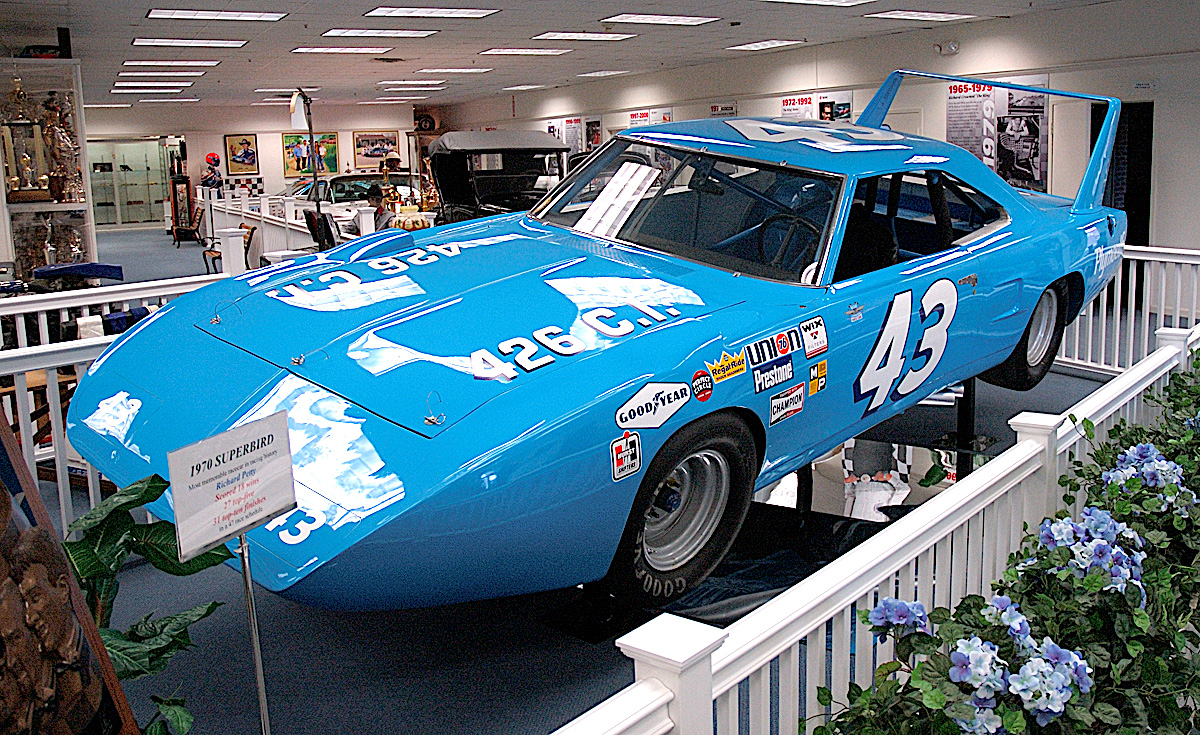
La Plymouth Superbird di Richard Petty.

Usualmente le origini della NASCAR vengono fatte risalire al tempo del proibizionismo quando, per evitare più facilmente le forze dell'ordine, i trafficanti di alcool presero l'abitudine di modificare nella meccanica le auto di serie onde migliorarne le prestazioni. Rapidamente divenne un'abitudine l'organizzare delle spettacolari competizioni tra le vetture così modificate, chiamate stock-cars, letteralmente vetture di serie. Anche dopo l'abolizione delle leggi contro le bevande alcoliche le corse continuarono e nacquero, soprattutto negli stati meridionali degli USA, delle associazioni che organizzavano questo tipo di competizione.
Dall'idea di Bill France Sr., nel 1948, nacque ufficialmente la National Association for Stock Car Auto Racing a Daytona Beach in Florida con lo scopo di raggruppare e riorganizzare al meglio le singole associazioni, dando vita nel 1949 alla "Strictly Stock Division", cioè di auto "strettamente" derivate dalla serie, diventata "Grand National Division" nell'anno successivo. Ben presto i regolamenti si fecero più elastici ed in effetti oggi le autovetture in competizione delle sorelle di serie hanno solamente l'aspetto esterno della carrozzeria. Il 1971 fu un anno fondamentale per la categoria; con l'entrata in campo di un grosso sponsor del campo dei tabacchi la serie di competizioni nazionali prese il nome di Winston Cup Grand National Series, e successivamente (1986) "Winston Cup Series", mantenuto fino al 2004 quando si trasformò in Nextel Cup Series con il cambio di sponsorizzazione. Dal 2008 la serie si chiama "Sprint Cup Series".

### Le prime Macchine stock-car
Tra gli anni 1920 e 1930, Daytona Beach diventa una conosciuta piazza per gli amanti della velocità. Qui si svolgono importanti corse di velocità, soppiantando le antiche dominatrici del settore Francia e Belgio. Dopo storiche gare corse tra Ransom Olds e Alexander Winston nel 1903, Daytona diventa "la Mecca" per gli amanti dell'automobilismo sportivo, qui infatti nel 1935 si assiste alla prima vera corsa, che si svolge nelle strade e sulla spiaggia di Daytona. Nel 1936 la città diventa sinonimo di auto veloci. Verso la fine degli anni quaranta, nel sud del Carolina del Nord dominava un fenomeno chiamato negli anni a venire, il fenomeno dell'Antiproibizionismo. Nei saloon della Florida, North Carolina e South Carolina la gente importante si riuniva per discutere di macchine truccate, organizzazione di corse e scommesse, ormai questo era diventato un vero e proprio Business.
Si organizzavano corse con macchine da paese (ovviamente truccate) che venivano portate in gara proprio a Daytona. Con il passare dei mesi queste macchine diventavano sempre più sofisticate fino a diventare vere e proprie auto da corsa, le cosiddette stock-car. L'ideatore di tutto ciò fu William France Sr., un personaggio che fece la storia di questa categoria.

### L'era moderna
La NASCAR ebbe i maggiori cambiamenti nella sua fisionomia a partire dai primi anni settanta. La serie fu sponsorizzata dalla R. J. Reynolds Tobacco Company (RJR) e per la prima volta nel 1974 fu coperta a livello televisivo dalla rete americana CBS; questa rete fu di vitale importanza per la categoria perché le fece molta pubblicità a livello nazionale. Come risultato della sponsorizzazione nel 1976 la serie cambiò nome in Winston Cup, in questo anno con un nuovo sistema di punteggio, la stagione fu abbreviata da 48 a 31 gare. Per questo il 1976 è spesso chiamato come l'anno dell'inizio della NASCAR moderna. Nel 1979 la NASCAR ebbe un'altra serie minore, chiamata Busch Series, derivante dallo sponsor della birra. Alcune gare furono trasmesse dalla ABC Sports e fu inventato uno show riguardante la categoria chiamato "Wide World of Sports".
Finalmente la Daytona 500 del 1979 fu interamente vista in diretta nazionale grazie alla CBS e da allora l'audience continuò ad aumentare. Successivamente alla tragica morte di Dale Earnhardt alla Daytona 500 del 2001, la NASCAR ha speso parecchio sulle misure di sicurezza per i piloti. Queste migliorie applicate alle macchine si sono evolute nel corso degli anni, e hanno portato, nel 2007, all'introduzione della Cars of Tomorrow (CoT), delle nuove auto più simili ai modelli da strada e dai consumi molto più ridotti rispetto alle auto che le avevano precedute.
Inizialmente, le CoT furono accolte con un po' di perplessità dai piloti NASCAR, in quanto convinti che le nuove auto fossero progettate solo per determinati tipi di piste. Quando poi iniziarono a prenderci la mano, le CoT furono accolte con entusiasmo. Nel 2013, tre costruttori sono impegnati a fornire le loro auto in NASCAR: la Chevrolet con Camaro ZL1, Camaro SS e Silverado, la Toyota con Camry, Supra MKV e Tundra e la Ford con Mustang GT VI, Fusion e Ford F-150. A partire dal 2011, le CoT della Sprint Cup sono state dotate di un nuovo paraurti anteriore, il che le rende di fatto più simili alle auto da strada, e sempre dal 2011, consumano un nuovo tipo di carburante a base di etanolo.

## Le serie

### Serie nazionali

#### Cup Series

La partenza della Daytona 500 2015

La "Cup Series" è la maggiore categoria della NASCAR. Una stagione della Cup Series è formata da 36 gare per più di 10 mesi di corse, con più di 4 milioni di dollari in palio ad ogni gara. Il campione 2021 è Kyle Larson che si è laureato campione per la prima volta in carriera con 10 vittorie stagionali.
La Sprint Cup è il trofeo che viene consegnato al vincitore della stagione ogni anno. Il trofeo viene confezionato dalla Tiffany & Co. ed è composto da puro argento ed è alto circa 90 centimetri e pesa circa 13 Kg.
Questo trofeo viene consegnato al vincitore. Dopo il campionato viene messo in mostra a New York per circa un mese fino a fine dicembre. Il trofeo viene mantenuto permanentemente dal vincitore visto che ne viene fatto uno diverso ogni anno.

#### Xfinity Series

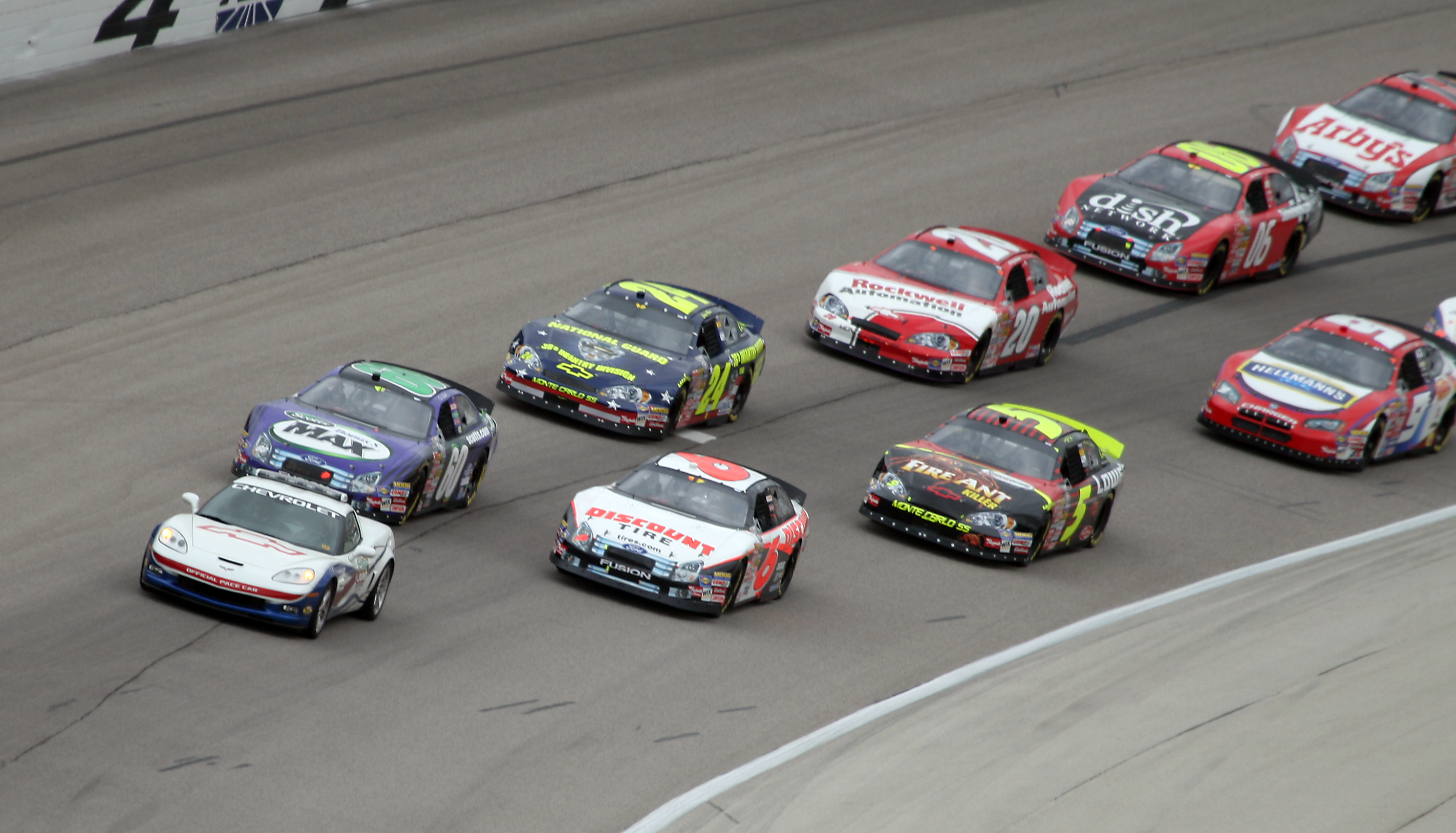
Il campo della serie Busch (ora Xfinity) dopo la pace car alla O'Reilly 300 al Texas Motor Speedway nel 2007.

La "NASCAR Xfinity Series" (Nationwide Series fino al 2014) è la seconda categoria della NASCAR. Le macchine sono quelle della generazione precedente alle Car of Tomorrow della Sprint Cup, quindi di peso e dimensioni leggermente diversi. A partire dal 2011, anche la Xfinity Series avrà la sua fornitura delle CoT, con Chevrolet e Toyota che riproporranno anche in questa categoria la Impala e la Camry, mentre la Ford fornirà la Mustang e la Dodge la Challenger. Nel 2021 le auto derivano da Toyota Supra, Chevrolet Camaro e Ford Mustang. Il campione del 2021 è stato Daniel Hemric, che ha vinto il suo primo titolo vincendo la gara finale del campionato, sua prima vittoria in NASCAR.
La Xfinity Series è stata l'unica delle tre categorie della NASCAR ad uscire dai confini degli Stati Uniti. La stagione è di una gara più corta della Cup Series e i premi sono relativamente più bassi. Alcuni piloti della Cup Series negli ultimi anni corrono anche nella Xfinity Series e questi venivano chiamati "Buschwrackers" dal nome precedente della categoria, che prendeva il nome di "Busch Series" dalla sponsorizzazione della compagnia Anhauser-Busch, che produce alcolici.

#### Craftsman Truck Series

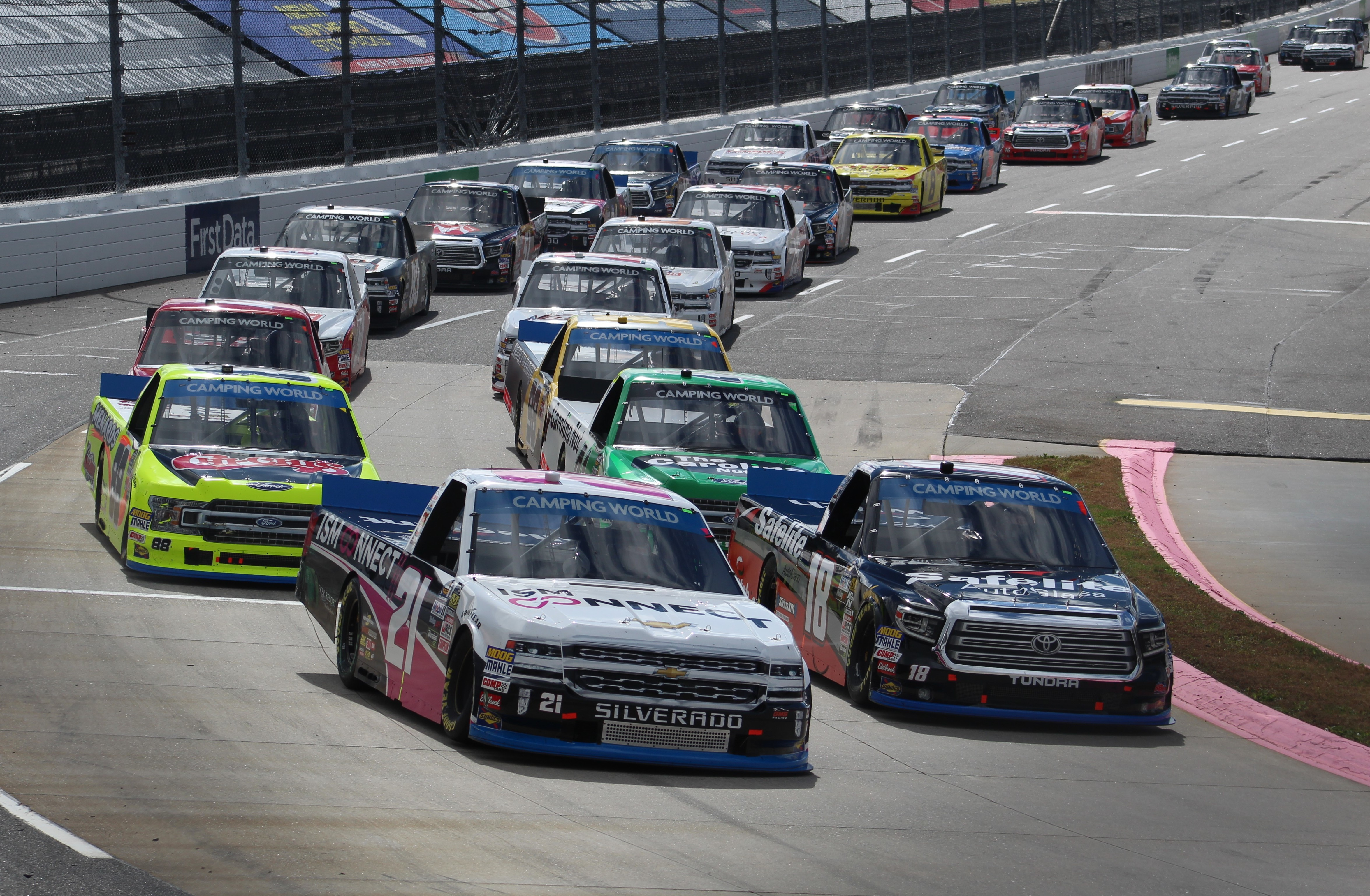
La Truck Series al Martinsville Speedway nel 2018.

La "Camping World Truck Series" è la terza serie della serie NASCAR. È corsa da pickup derivati di serie della Chevrolet, Ford e Toyota. Il campione 2011 è Austin Dillon, nipote del celebre Richard Childress, che ha vinto il campionato alla sua seconda partecipazione e in un pick-up che presentava lo stesso numero che rese celebre il grande Dale Earnhardt, ovvero il numero 3. Nel 1994 la "SuperTruck Series" cambia nome in "Craftsman". La prima gara viene corsa nel 1995 e suscita molto interesse tra il pubblico. Negli ultimi anni questa serie sta riscontrando poco interesse al contrario degli altri anni. Le gare vengono corse soprattutto al sabato e, in qualche occasione, di venerdì.
La serie è stata ribattezzata nuovamente nel 2020 in NASCAR Gander RV & Outdoors Truck Series prima di tornare al nome Camping World Truck Series nel 2021.
Il 26 agosto 2022 è stato annunciato che lo sponsor della serie originale, Craftsman, sarebbe tornato come title sponsor a partire dalla stagione 2023.

### Serie internazionali

#### Pinty's Series

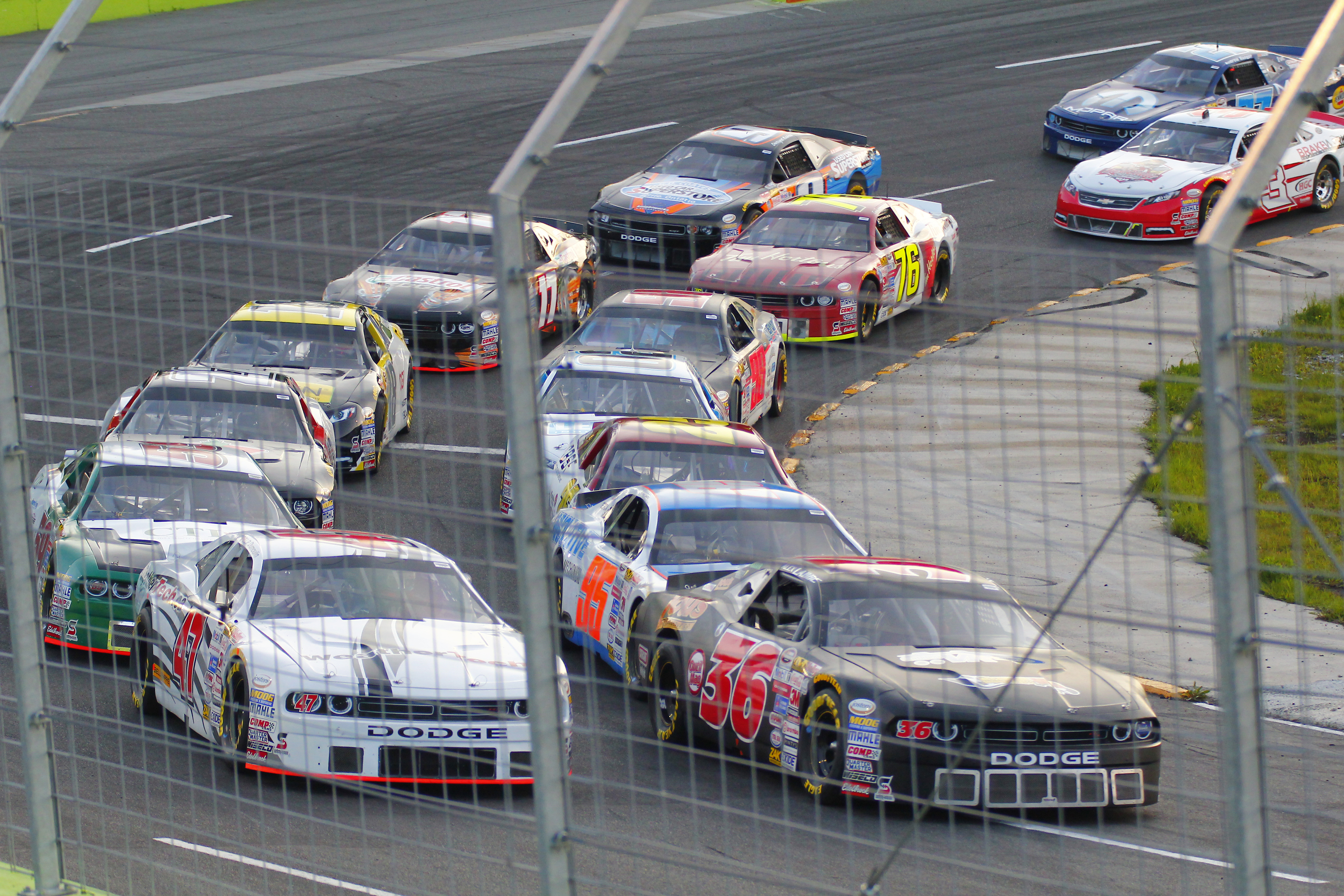
Le auto della serie NASCAR Pinty all'Autodromo Chaudiere nel 2015.

La NASCAR Pinty's Series è una serie di corse NASCAR in Canada che deriva dalla vecchia CASCAR Super Series (fondata nel 1981 e acquistata dalla NASCAR nel 2006). La nuova serie ha gare attraverso sei province del Canada per un totale di 13 eventi con copertura televisiva su TSN. Molti piloti si accontentano di correre in Canada, mentre altri passano a serie NASCAR più grandi, tra cui J. R. Fitzpatrick e DJ Kennington. Le auto sono un po' diverse dalle auto viste in America, essendo più simili a un ultimo modello, anche se i corpi sagomati con telaio in tubi d'acciaio alimentati da motori V8 sono ancora la norma.

#### PEAK Mexico Series
Nel dicembre 2006, NASCAR ha anche annunciato la creazione di una nuova serie in Messico, la NASCAR Corona Series (ora PEAK Mexico Series), in sostituzione dell'attuale Desafío Corona Series, che inizierà nel 2007.

#### Whelen Euro Series
È un campionato che si svolge in Europa (prevalentemente su tracciati cittadini e autodromi), il cui scopo è quello di formare i futuri piloti NASCAR che andranno a correre negli Stati Uniti nella K&N Pro Series.
Il sistema di punteggio è praticamente identico a quello delle maggiori serie NASCAR mentre per quanto riguarda le auto, i telai vengono certificati dalla FIA e i V8 hanno una potenza che si aggira intorno ai 400 cv.
Questo campionato si divide in due categorie: Elite (per i piloti più esperti) e Open (per gentlemen drivers e giovani talenti). È un genere di NASCAR che sta avendo molto successo e al momento ha una copertura televisiva di 40 paesi in tutto il Mondo, tra cui proprio gli Stati Uniti. Uno dei piloti più forti è lo spagnolo Ander Vilariño.

### Serie Regionali
La NASCAR oltre alle tre serie nazionali opera anche in progetto regionale negli Stati Uniti con diverse corse su diversi circuiti. Nessun circuito di questa categoria è uguale a quello delle tre serie. La serie principale a livello regionale è la Whelen All-American Series, che coinvolge piloti di tutti gli Stati Uniti, e in alcuni casi del Canada. Questa categoria si compone di più di trenta circuiti sparsi in tutti gli Stati Uniti e in Canada. Molti piloti della Nextel cup hanno fatto gavetta in questa piccola categoria, alcuni nomi celebri sono Clint Bowyer, Jimmy Spencer e Tony Stewart. I premi in denaro non sono come quelli delle serie maggiori ma sono relativamente alti.
Altre serie regionali sono: la Whelen Southern Modified Tour, la Busch East Series (K&N Pro Series East) e la NASCAR West Series (K&N Pro Series West). Le vetture sono molto simili a quelle delle serie maggiori con un centinaio di cavalli in meno e diverse sotto il profilo aerodinamico. Queste serie negli ultimi anni hanno avuto molto successo e la NASCAR quindi ha deciso di finanziare ancor di più questo sogno-progetto. L'evento principale dove tutti i piloti di queste categorie si riuniscono e il Toyota All-Star Showdown che si tiene normalmente verso metà aprile.

## Norme e regolamenti
Per i tre campionati nazionali (Cup Series, Xfinity Series e Gander RV & Outdoors Truck Series) le competizioni avvengono con autovetture (e Pick-up nel caso delle Truck Series) derivati dalla produzione di serie ma con modifiche sostanziali per quanto riguarda motore, sospensioni e tratti dell'aerodinamica. Le gare si svolgono per la maggior parte su circuiti ovali (come per le auto della Indy Racing League) ed in parte su piste stradali. La gara più importante del campionato principale, la Cup Series, è la Daytona 500 che solitamente si svolge verso la metà di febbraio e dà inizio al campionato.

### NASCAR playoff
Il 30 gennaio 2014, è stato annunciato dalla NASCAR un nuovo sistema per assegnare il titolo di campione, simile ai sistemi di playoff usati nelle maggiori leghe americane. Questo sistema di playoff istituisce tre "tagli" in cui i piloti vengono eliminati dalla contesa per il titolo.
Al termine della stagione regolare (prime 26 gare) i migliori 16 piloti passano ai playoff per contendersi il titolo, mentre in pista sono comunque presenti tutte le macchine iscritte alla gara che continuano a gareggiare. Dopo ogni taglio (serie di 3 gare) i quattro piloti con meno punti e senza vittorie vengono eliminati dalla contesa per il titolo. Dopo il primo taglio (Dover), in quello che è stato chiamato il "Round Challenger", il campo viene ridotto a 12 contendenti, che hanno i punti in classifica resettati a 3000. Dopo altre tre gare (Talladega) vengono eliminati altri quattro piloti nel così detto "Contender Round”. Ai piloti che mancano il secondo taglio vengono riassegnati i punti che avevano alla fine del primo taglio, con l’aggiunta dei punti accumulati nelle tre gare del "Contender Round". Coloro che continuano hanno i punti resettati a 4000. Infine, l’"Eliminator Round" prevede di escludere altri quattro piloti dopo la penultima gara a Phoenix, lasciando i primi quattro piloti (che hanno i punti resettati a 5000) a giocarsi il titolo nell’ultima gara. I piloti che vengono esclusi dopo questo round hanno il loro punteggio ripristinato a quello della fine del primo taglio, più i punti totali accumulati nelle sei gare successive. Dei quattro piloti che superano l’ultimo taglio, il pilota con il miglior piazzamento assoluto (non sono previsti punti bonus) a Homestead viene quindi incoronato campione della stagione.
In base a questo sistema, a qualsiasi pilota che vince una gara durante un turno di playoff viene automaticamente garantito un posto nel turno successivo. Pertanto, fino a tre piloti possono avanzare al successivo round attraverso la vittoria di una gara, indipendentemente dalla posizione nella classifica dopo l'ultima (terza) gara di quel round. In caso non ci siano tre vincitori, i piloti rimanenti che avanzano al round successivo sono determinati dai punti conquistati in totale.
I nomi delle varie fasi dei playoff sono stati cambiati nel 2016, sostituendoli con "Round of 16", "Round of 12", "Round of 8" e "Championship 4".

### Sistema di punteggio
Per tutti i campionati patrocinati dalla NASCAR, a partire dal 2017, si usa il seguente sistema di attribuzione punti, che attribuisce punti sia per la classifica piloti che per quella costruttori:
Viene adottato un sistema di punteggio nella stagione regolare che divide le gare in tre fasi chiamate "Stage". Gli stage 1 e 2 sono ognuno all'incirca 1/4 dei giri totali della gara e lo stage 3 è circa l'ultima metà della gara, ad eccezione della Coca-Cola 600 che è divisa in 4 parti uguali.
Per la prima volta dal 1971, le gare di qualificazione Can-Am Duel attribuiranno punti ai primi dieci classificati.
I primi 10 piloti al termine dei primi due stage di ogni gara guadagneranno punti bonus aggiuntivi, 10 punti per il primo classificato fino a 1 punto per la decima posizione.
Inoltre, durante la stagione regolare verranno assegnati "punti playoff" aggiuntivi ai vincitori degli stage, ai vincitori delle gare e a chi completa la stagione regolare nella top 16 della classifica. 1 punto playoff per il vincitore di uno stage, 5 punti più un passaggio automatico ai playoff per il vincitore della gara. (A meno che non ci siano più di 16 vincitori di gara durante la stagione, in questo caso i sedici piloti con più vittorie passano ai playoff). I "punti playoff" vengono assegnati anche in ogni gara dei playoff, ad eccezione della gara finale, a quei piloti che ancora competono per il campionato. Per il "Round of 4", (gara finale) non ci sono punti bonus e il pilota con il punteggio più alto tra i quattro viene dichiarato campione.
Vengono inoltre assegnati punti bonus per chi si classifica nella Top-10 alla fine della stagione regolare, in questo modo:
| Pos.  | 1  | 2  | 3 | 4 | 5 | 6 | 7 | 8 | 9 | 10 |
| ----- | -- | -- | - | - | - | - | - | - | - | -- |
| Punti | 15 | 10 | 8 | 7 | 6 | 5 | 4 | 3 | 2 | 1  |

I seguenti punti vengono assegnati al termine degli stage di gara:
| Pos. | 1  | 2 | 3 | 4 | 5 | 6 | 7 | 8 | 9 | 10 | S1WIN | S2WIN | S3WIN |
| ---- | -- | - | - | - | - | - | - | - | - | -- | ----- | ----- | ----- |
| NCS  | 10 | 9 | 8 | 7 | 6 | 5 | 4 | 3 | 2 | 1  | 1     | 1     | 1     |
| NXS  | 10 | 9 | 8 | 7 | 6 | 5 | 4 | 3 | 2 | 1  | 1     | 1     | -     |
| NCTS | 10 | 9 | 8 | 7 | 6 | 5 | 4 | 3 | 2 | 1  | 1     | 1     | -     |

Note
1. ↑  Valido solo per la Coca-Cola 600

I seguenti punti vengono assegnati al termine della gara:
| Pos. | 1  | 2  | 3  | 4  | 5  | 6  | 7  | 8  | 9  | 10 | 11 | 12 | 13 | 14 | 15 | 16 | 17 | 18 | 19 | 20 | 21 | 22 | 23 | 24 | 25 | 26 | 27 | 28 | 29 | 30 | 31 | 32 | 33 | 34 | 35 | 36 | 37 | 38 | 39 | 40 | PWIN |
| ---- | -- | -- | -- | -- | -- | -- | -- | -- | -- | -- | -- | -- | -- | -- | -- | -- | -- | -- | -- | -- | -- | -- | -- | -- | -- | -- | -- | -- | -- | -- | -- | -- | -- | -- | -- | -- | -- | -- | -- | -- | ---- |
| NCS  | 40 | 35 | 34 | 33 | 32 | 31 | 30 | 29 | 28 | 27 | 26 | 25 | 24 | 23 | 22 | 21 | 20 | 19 | 18 | 17 | 16 | 15 | 14 | 13 | 12 | 11 | 10 | 9  | 8  | 7  | 6  | 5  | 4  | 3  | 2  | 1  | 1  | 1  | 1  | 1  | 5    |
| NXS  | 40 | 35 | 34 | 33 | 32 | 31 | 30 | 29 | 28 | 27 | 26 | 25 | 24 | 23 | 22 | 21 | 20 | 19 | 18 | 17 | 16 | 15 | 14 | 13 | 12 | 11 | 10 | 9  | 8  | 7  | 6  | 5  | 4  | 3  | 2  | 1  | 1  | 1  |    |    | 5    |
| NCTS | 40 | 35 | 34 | 33 | 32 | 31 | 30 | 29 | 28 | 27 | 26 | 25 | 24 | 23 | 22 | 21 | 20 | 19 | 18 | 17 | 16 | 15 | 14 | 13 | 12 | 11 | 10 | 9  | 8  | 7  | 6  | 5  |    |    |    |    |    |    |    |    | 5    |

Nella NASCAR Camping World Truck Series, ci sono solo 32 concorrenti, quindi l'ultimo pilota riceverà cinque punti.
Le squadre devono presentare un modulo di iscrizione alla NASCAR 13 giorni prima dell'evento con la quota di iscrizione alla gara, altrimenti verranno ritenute non eleggibili a ricevere punti.

## Tipi di circuiti della NASCAR
- Short Track sono dei circuiti lunghi meno di un miglio. Esempi sono: Bristol, Martinsville, Memphis, Phoenix ecc.
- Intermediate Track sono quei circuiti di lunghezza da 1 a 2 miglia. Esempi sono: Texas, Lowe's e Darlington ecc.
- Superspeedways sono quei circuiti lunghi più di 2 miglia e sono tra i più veloci della categoria. Esempi sono: Talladega Superspeedway e il Daytona International Speedway.

## Piloti e team

### Dale Earnhardt
Ralph Dale Earnhardt, Sr. (29 aprile 1951 – 18 febbraio 2001), fu un pilota statunitense, molto conosciuto dagli amanti della serie. Earnhardt aveva quattro figli di cui il più conosciuto è senz'altro Dale Earnhardt Jr. che seguì le orme paterne. Earnhardt è conosciuto per i suoi numerosi successi nella Winston Cup avendo vinto 76 gare (incluso la Daytona 500 nel 1998) e 7 campionati come Richard Petty. Per la sua aggressività alla guida nel tempo ha avuto molti soprannomi tra cui il più famoso "The Intimidator". Earnhardt morì nell'ultimo giro della Daytona 500 del 2001, ed è stata la quarta vittima in soli nove mesi. Da questo punto in poi la NASCAR ha deciso di investire più soldi nella sicurezza delle gare. Uno dei risultati di questa ricerca è stato l'Hans (una protezione per il collo).

### BuschWhackers
Buschwhacker è un termine usato nella NASCAR per determinare i piloti che corrono regolarmente nella Sprint Cup ma che corrono per esempio nella Nationwide Series o nella Craftsman Truck Series.
Il termine deriva dalla ex-serie Busch Series.
Perché essenzialmente la Nationwide Series è una delle serie minori della Sprint Cup Series. I critici dicono che i Buschwhackers corrono con piloti che magari non hanno alcuna esperienza nella categoria e che quindi è molto probabile che vincano sempre. Al contrario gli esperti dicono che senza i piloti della Sprint Cup nella Nationwide o nella Craftsman queste serie non avrebbero nessun interesse. I piloti della Sprint Cup corrono nella Nationwide di solito al sabato e magari il giorno dopo devono ricorrere ancora nella Sprint Cup.

## Critiche sulla NASCAR
Una delle critiche che vengono mosse alla NASCAR è quella relativa al consumo di carburante: un week-end NASCAR consuma circa 6.000 U.S. gal. (22.712,47 litri). Per la stagione 2006 che includeva 36 gare sono stati consumati circa 817.650 l (216.000 galloni). Parlando invece delle tre serie NASCAR (Sprint, xfinity e Crafstman) nel 2006 sono stati consumati 7,57 milioni l (2 milioni di galloni).

## Vetture e costruttori

### Car of Tomorrow

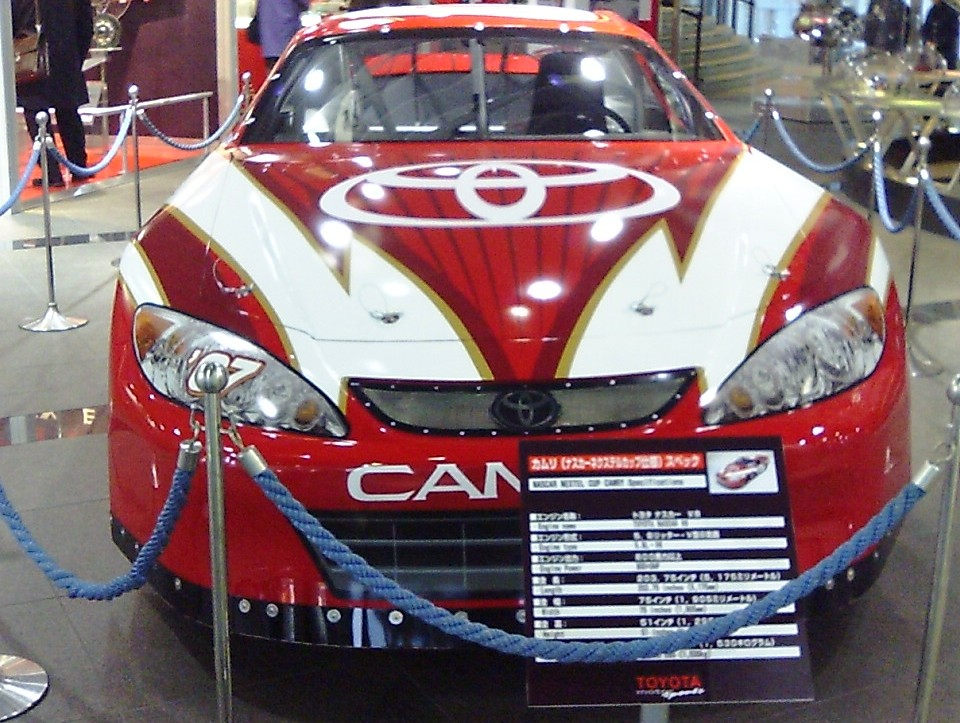
Toyota Camry

Le Car of Tomorrow sono un nuovo modello per la serie NASCAR. Introdotte nel 2007 alla Food City 500 a Bristol, hanno il compito di garantire più sicurezza ai piloti e di consumare meno carburante. Nella stagione 2007 sono state impiegate per 13 volte e la Hendrick Motorsports ha avuto più successo con 5 vittorie in 13 gare.
Anche Juan Pablo Montoya ha vinto con le COT, precisamente a Sonoma il 23 giugno 2007 con il team "Chip Ganassi Racing". Nel 2008 le COT saranno presenti in tutte le gare della stagione.
Non sono però mancate le critiche: dopo la Lenox Industrial Tools 300 Jeff Gordon, Matt Kenseth e Greg Biffle si sono lamentati perché secondo loro questo tipo di vettura è stata progettata solo per i SuperSpeedways e non per gli Short Tracks come Bristol, Martinsville ecc. Si sono anche lamentati che le prestazioni non sono molto buone come le Chevy Monte Carlo SS e di conseguenza lo spettacolo non è tanto garantito.

## Cultura di massa

### Giorni di tuono
Tom Cruise è il protagonista della pellicola Giorni di tuono, dedicata al mondo delle gare NASCAR. In questo film del 1990, diretto da Tony Scott, Cruise è un giovane pilota dal talento cristallino, ma ancora troppo acerbo ed irrequieto per diventare un campione.

### Cars - Motori ruggenti
Saetta McQueen, protagonista del film di animazione del 2006 Cars - Motori ruggenti della Disney-Pixar, è un'auto per le gare NASCAR, anche se non dichiarato esplicitamente. Il campionato in cui corre, la "Piston Cup", è stato inventato sfruttando l'assonanza con "Winston Cup". A conferma dell'esplicito riferimento del film al mondo delle gare Nascar, vi è per esempio l'auto celeste numero 43, "The King", riproduzione della Plymouth guidata da Richard Petty, tutt'oggi il più vincente pilota Nascar.

### Ricky Bobby - La storia di un uomo che sapeva contare fino a uno
Will Ferrell è il protagonista di Ricky Bobby - La storia di un uomo che sapeva contare fino a uno. In questa commedia del 2006 Ferrell è un uomo appassionato di automobili, figlio di un famoso pilota (che però lo ha abbandonato quando era ancora un ragazzo), che vuole a tutti i costi seguire le orme paterne.

### Una vita al limite (titolo originale: The Dale Earnhardt Story, 2004)
Narra la storia del pilota Dale Earnhardt scomparso all'ultimo giro della Daytona 500 del 2001.

### Herbie il super-maggiolino
In Herbie - Il super Maggiolino, ultimo della saga Disney di Herbie, il famoso Maggiolino Disney (guidato da Lindsay Lohan), partecipa alla finale di una NASCAR e vince.

### Transformers 3
In Transformers 3 di Michael Bay, uscito nel 2011, tre Autobot (Topspin, Roadbuster e Leadfoot), che formano la squadra dei "Wreckers", si trasformano in tre auto NASCAR.

### La truffa dei Logan
Nel film di Steven Soderbergh, La truffa dei Logan, uscito 2017, si svolge una rapina durante un'importante gara di NASCAR, dove il pilota più celebre è impersonato da Sebastian Stan, che, involontariamente, aiuterà gli organizzatori del furto, Clyde, Jimmy e Mellie Logan, interpretati da Adam Driver, Channing Tatum e Riley Keough.